# Henry López Sisco
Henry López Sisco (estado Sucre, Venezuela, 24 de octubre de 1945) es un ex comisario de la Dirección de los Servicios de Inteligencia y Prevención (DISIP) y jefe del Comando Específico José Antonio Páez (CEJAP), creado para combatir los grupos armados en el país

## Biografía
De acuerdo al activista de derechos humanos y miembro de la ONG PROVEA Rafael Uzcátegui, López Sisco cursó estudios en la Escuela de las Américas. Se graduó de subinspector en el año 1965, es becado para estudiar en la Academia Internacional de la Policía en Estados Unidos, posteriormente se gana otra beca para estudiar en la Fuerza de Operaciones Especiales de Fort Bragg. A mediados de la década de 1970 ante la necesidad de elevar el nivel técnico del organismo de seguridad fue creada la Brigada de Intervenciones o grupos comandos dirigidos por el comisario general Henry Rafael López Sisco quien dirigió las operaciones principales contra las guerrillas de izquierda en el campo y operaciones dentro de la ciudad donde grupos irregulares efectuaban atracos bancarios y secuestros, las cuales eran contrarrestadas por la DISIP.  En 1978  se va a Israel a seguir un curso antiterroristas y secuestros de avión con los Boinas Verdes.[cita requerida]
En 1984, como comisario general, lidera exitosamente la operación de rescate del Vuelo 252 de Aeropostal, secuestrado el 29 de julio por dos ciudadanos haitianos, en un aeropuerto de la isla de Curazao con aproximadamente 84 pasajeros, con un comando de la DISIP compuesto por una docena de hombres y resultando tanto en la muerte de ambos secuestradores como en la liberación de todos los rehenes. También cuenta con la recuperación de un robo millonario de varios millones de dólares en un avión de Avensa que venía en la ruta de la Isla de Margarita-La Guaira, el vuelo fue desviado para Higuerote, donde abandonaron el avión pero que todos fueron capturados y recuperado el dinero en unas 24 horas.

### Últimos años
En octubre de 1988 López Sisco es señalado como el principal responsable de la masacre de El Amparo junto a Ramón Rodríguez Chacín, entonces capitán de navío, en el que miembros de la CEJAP asesinaron a un grupo de pescadores en una operación denominada “Anguila III” contra supuestos guerrilleros colombianos. También fue señalado como responsable de la masacre de Yumare el 8 de mayo de 1986, donde resultó gravemente herido, contra nueve guerrilleros de la organización Punto Cero, y del enfrentamiento policial denominado la masacre de Cantaura, contra un campamento de 41 guerrilleros del Frente Guerrillero "Américo Silva". Fue asesor del candidato presidencial opositor en 2006, Manuel Rosales. Huyó a Costa Rica, donde obtuvo la condición de refugiado.
López Sisco en 2006 es señalado por el gobierno de Hugo Chávez a través del magistrado de la Sala de Casación Penal Eladio Aponte Aponte, responsable  por la presunta comisión de los delitos de
homicidio calificado por la Masacre de Yumare. En octubre de 2009 el gobierno de Hugo Chávez pidió su extradición desde Costa Rica. Un informe del Instituto Internacional de Estudios Estratégicos reveló en 2011 que el guerrillero de las FARC Raúl Reyes se había reunido con un representante del gobierno de Hugo Chávez que le había pedido que asesinara a López Sisco. En febrero de 2013 el vicepresidente de Venezuela Nicolás Maduro acusó a López Sisco de planear un magnicidio contra el y Diosdado Cabello.